# كريستيان أنسالدي
كريستيان دانيل انسالدي (Cristian Ansaldi) (مواليد 20 سبتمبر 1986) هو لاعب أرجنتيني يلعب مع نادي إنتر ميلان الإيطالي ومعار إلى تورينو حالياً. ويلعب في في مركز الدفاع.

## الأندية
ولد في روساريو، الذي بدأ حياته المهنية في عام 2005 وسرعان ما تقدم ليصبح لاعباً منتظماً في نيولز أولد بويز . في يناير 2008 انتقل إلى نادي روبين كازان بقيمة € 3600000، والذي فاز في الدوري الروسي الممتاز 2008 و2009.
في 1 أغسطس 2014، وذهب على سبيل الإعارة من نادي زينيت سانت بطرسبرغ إلى أتلتيكو مدريد للموسم القادم الدوري الأسباني. وبعد تسعة أيام، التقى بزميله السابق ماريو سواريز في مباراة ودية في فولفسبورغ، مما تسبب باصابة في الدماغ.
وقدم مباراة منتخب بلاده في مباراة الذهاب من كأس السوبر الإسباني في 19 آب 2014، وهو التعادل 1-1 على مضيفه ريال مدريد، والذي جاء في الدقيقة 64 لزميله الوافد الجديد غويلهيرم سيكويرا
وفي 14 نوفمبر 2009، تم استدعائه للمنتخب الأول في مباراة ودية ضد إسبانيا.

## روابط خارجية
- كريستيان أنسالدي على موقع قاعدة بيانات كرة القدم.إي يو (الإنجليزية)
- كريستيان أنسالدي على موقع ناشيونال فوتبول تيمز (الإنجليزية)
- كريستيان أنسالدي على موقع Soccerway.com (الإنجليزية)
- كريستيان أنسالدي على موقع عالم كرة القدم.نت (الإنجليزية)
- كريستيان أنسالدي على موقع AS.com (الإسبانية)